# Édouard Molinaro
Édouard Molinaro (13. května 1928 Bordeaux – 7. prosince 2013, Paříž) byl francouzský filmový režisér, scenárista a herec.

## Život
Molinaro byl od dětství fanouškem filmu, jako amatér a později zaměstnanec se pak od mládí pohyboval ve filmařském prostředí, začínal jako asistent režie. Molinaro úspěšně debutoval jako režisér krátkým dokumentárním filmem Les Alchimistes (1957); tento film získal ve své kategorii hlavní cenu na festivalu v Karlových Varech v roce 1958. Jeho prvním celovečerním filmem bylo kriminální drama Le dos au mur (1958) s Jeanne Moreauová. Molinaro patřil k předním tvůrcům komedií, Honba na muže s Françoise Dorléacová a Jean-Claude Brialy, Oskar s Louis de Funès a Můj strýc Benjamin s Jacques Brel a Claude Jadeová. Koncem 70. let dosáhl Molinaro dalšího mimořádného úspěchu opět s filmovou adaptací divadelní hry; film Klec bláznů (La Cage aux folles, 1978), která byla nominována na Oscara.
Zemřel v prosinci 2013 ve svých pětaosmdesáti letech.

## Režie
- 1964 – Honba na muže
- 1967 – Oskar
- 1969 – Můj strýc Benjamin
- 1969 – Hibernatus
- 1973 – Dotěrný chlap
- 1978 – Klec bláznů